# Луазийон, Жюльен
Жюльен Луазийон (фр. Julien Loizillon; 11 января 1829 — 3 мая 1899) — французский генерал, военный министр Франции.

## Биография
Родился 11 января 1829 года в Париже. 
Образование получил в Сен-Сирской военной школе, из которой выпущен 1 октября 1849 года в 9-й кирасирский полк.
В 1854 году, в чине лейтенанта, он вместе с полком участвовал в Крымской кампании и в 1856 году произведён в капитаны. В 1860 году получил чин майора 7-го драгунского полка.
В начале франко-прусской войны Луазийон командовал запасными эскадронами своего полка и с открытием военных действий возглавил 5-й маршевый кавалерийский полк. 1 января 1871 года произведён в полковники и ему было поручено сформировать 9-й драгунский маршевый полк, несколько позже он сформировал 15-й конно-егерский полк.
В конце 1870-х годов Луазийон был произведён в бригадные генералы и возглавил в военном министерстве департамент кавалерии. В 1886 году он был произведён в дивизионные генералы и назначен начальником 2-й кавалерийской дивизии в Люневиле и затем получил в командование 1-й армейский корпус в Лилле. Тогда же он был назначен председателем комитета по устройству кавалерии.
С 11 января по 3 декабря Луазийон занимал должность военного министра Франции.
Скончался 3 мая 1899 года в Даммари-ле-Ли.